# Ain’t It Funny
Az Ain't It Funny, Jennifer Lopez harmadik kislemeze második albumáról a J.Loról. Ennek a dalnak a szerzői: Jennifer Lopez és Cory Rooney. A kislemez 2001. közepén jelent meg. A dalnak spanyol nyelvű változata is van a Qué Ironía címen.

## Változatok

### MAXI kislemez
1. Ain't It Funny (Album Version) – 4:05
2. Ain't It Funny (Silk's House Mix Pt. 1 & 2) – 8:28
3. Ain't It Funny (Brandnew Extended) – 4:54
4. Ain't It Funny (Tropical Dance Remix) – 3:49
5. Ain't It Funny (D'Hip Mix) – 4:20

### kislemez
1. Ain't It Funny (Album Version) – 4:05
2. Ain't It Funny (Brandnew Extended) – 4:54

## Helyezések
| Országok (2001)                | Csúcspozició |
| ------------------------------ | ------------ |
| Ausztrál kislemezlista         | 25           |
| Osztrák kislemezlista          | 16           |
| Belga kislemezlista (Flandria) | 8            |
| Belga kislemezlista (Vallónia) | 5            |
| Dán kislemezlista              | 16           |
| Holland kislemezlista          | 2            |
| Európai Hot 100 kislemezlista  | 5            |
| Francia kislemezlista          | 13           |
| Német kislemezlista            | 13           |
| Ír kislemezlista               | 9            |

| Országok (2001)               | Csúcspozició |
| ----------------------------- | ------------ |
| Olasz kislemezlista           | 17           |
| Új-Zélandi kislemezlista      | 31           |
| Norvég kislemezlista          | 9            |
| Svéd kislemezlista            | 3            |
| Svájci kislemezlista          | 9            |
| Brit kislemezlista            | 3            |
| Országok (2003)               | Csúcspozició |
| Magyar (Mahasz) kislemezlista | 16           |

### Minősítések
| Országok   | Tanusitó | Minősítés | Értékesítés |
| ---------- | -------- | --------- | ----------- |
| Svédország | IFPI     | Arany     | 10,000      |

## Fordítás
Ez a szócikk részben vagy egészben  az   Ain't It Funny című angol Wikipédia-szócikk fordításán alapul.  Az eredeti cikk szerkesztőit annak laptörténete sorolja fel. Ez a jelzés csupán a megfogalmazás eredetét és a szerzői jogokat jelzi, nem szolgál a cikkben szereplő információk forrásmegjelöléseként.